# 5823 Oryo
5823 Oryo eller 1989 YH är en asteroid i huvudbältet som upptäcktes den 20 december 1989 av den japanska astronomen Tsutomu Seki vid Geisei-observatoriet. Den är uppkallad efter japanskan Oryo Narasaki.
Asteroiden har en diameter på ungefär 8 kilometer och den tillhör asteroidgruppen Gefion.